# New Zealand State Highway 6
Der New Zealand State Highway 6 (State Highway 6 oder in Kurzform SH 6) ist eine Fernstraße von nationalem Rang auf der Südinsel von Neuseeland.

## Geographie
Die Fernstraße besitzt eine Länge von 1162 km und erstreckt sich vom Nordwesten der Südinsel zunächst quer über den nördlichen Teil der Insel. An der Westküste angelangt, verläuft die Straße der Küste entlang, überquert dann zum letzten Drittel hin die Neuseeländischen Alpen und das Hochland der Region Otago, um schließlich durch die Southland Plains in Richtung Südküste der Südinsel zu folgen. Die Kilometrierung der Straße verläuft von Nord nach Süd. Der Highway ist die längste durchgehende Straße des Landes, da der insgesamt längere State Highway 1 in zwei Strecken über die Nord- und Südinsel aufgeteilt ist.
Der SH 6 ist zum größten Teil eine Straße mit einem Fahrstreifen pro Fahrtrichtung mit Kreuzungen und Grundstückszufahrten, entspricht also etwa einer Bundesstraße/Hauptstraße. In Invercargill und Nelson gibt es zwei Fahrstreifen pro Fahrtrichtung. Der SH 6 besaß mehrere kombinierte Straßen- und Bahnbrücken, von denen aber viele heute nicht mehr existieren.

## Strecke

### Nelson/Marlborough
Der Highway zweigt in Blenheim vom SH 1 ab und verläuft anfangs durch die unwegsamen Hügel an der Basis der Marlborough Sounds nordostwärts. Er berührt die Sounds nur kurz in Havelock, dann verläuft die Straße das Tal des Te Hoiere / Pelorus River hinauf in das Landesinnere. An der Pelorus Bridge wendet sich der Highway nach Norden, dann nach Südwesten und nähert sich der Küste der Tasman Bay / Te Tai-o-Aorere. Der SH 6 durchquert die Großstadt Nelson und die nahegelegene Stadt Richmond. Dann setzt sie ihren Verlauf südwestwärts über die Ebenen des Wairoa River und Motueka River fort.
Von hier steigt die Straße rasch an und erreicht den 613 m hohen Hope Saddle. Von hier aus verläuft der Highway in westlicher Richtung entlang des Tales des Buller River und seiner Zuflüsse.
Nach Murchison, verengt sich das Tal und wird zur malerischen Schlucht Buller Gorge. Der Highway schlängelt sich hoch über dem Wasser entlang. In der Schlucht des Buller River wurde bereits vor 1900 ein einspuriger Halbtunnel, Hawk's Crag, aus dem massiven Fels gesprengt.

### West Coast
Der SH 6 verlässt den breiter werdenden Fluss und wendet sich sechs Kilometer von Westport  entfernt, wo der Fluss das Meer erreicht, nach Süden. Nun folgt die Straße von Charleston aus über 100 km dem Küstenverlauf. Nur kurzzeitig verläuft sie bei Runanga ins Landesinnere. Auf diesem Abschnitt liegen zwei größere Städte, Greymouth und Hokitika.
Von Hokitika an verläuft der Highway nicht mehr direkt an der Küste, entfernt sich aber meist keine fünf Kilometer vom Küstenverlauf. Er verläuft nun südlich über Ross, vorbei am Lake Ianthe/Matahi und durch Harihari, durchquert streckenweise Staatswälder und überquert mehrere Flüsse, darunter Mikoniui River, Waitaha River und Wanganui River. Letzteren Fluss überquert der Highway etwa 30 km von der Mündung entfernt und macht dabei eine Wendung von Süden nach Westen. Etwa zehn Kilometer nach Harihari wendet er sich wieder nach Südwesten und überquert den  Waitaroa River, ebenfalls etwa 30 km von der Mündung. Nun verläuft der Highway nach Westen durch Whataroa und erreicht The Forks. Dort biegt er nach Süden ab und verläuft, zeitweise am Ostufer des Lake Mapourika entlang, über Tatara zum Touristenort Franz Josef/Waiau, von dem aus der Franz-Josef-Gletscher in den nahegelegenen Südalpen zu Fuß erreicht werden kann. Ein zweiter Gletscher, der Fox-Gletscher, liegt etwa 20 km weiter südlich.  Auch hier befindet sich eine Siedlung, Fox Glacier, am SH 6.
Der SH 6 überquert den Karangarua River und Makawhiro River und berührt bei Bruce Bay kurz die Küste. Nun umgeht er das Mündungsgebiet des Paringa River und den Lake Paringa und entfernt sich bis zu 15 km vom Meer. Bei Knights Point erreicht er wieder die See und folgt der Küste bis Haast. Das Gelände in diesem 30 km lange Streckenabschnitt ist für sein zerklüftetes Aussehen bekannt.  Nach der Überquerung des Haast River wendet sich die Straße nach Osten und steigt das Tal des Flusses auf, passiert die Gates of Haast und überquert den 563 m hohen Haast Pass/Tioripatea, den südlichsten der drei wichtigen Südalpenübergänge. Die 737 m lange Brücke über den Haast River bei Kilometer 750 ist die längste einspurige Brücke Neuseelands. Sie besitzt zwei Ausweichbuchten.

### Otago
Von seinem Anstieg aus dem Tal des Haast River verläuft der SH 6 nun in südlicher Richtung und folgt dem Tal des Makarora River hinab zur Südspitze des Lake Wānaka. Die Straße führt nun an dessen Ostküste entlang, überquert „The Neck“, einen Gebirgssattel zwischen dem Lakes Wanaka und dem Lake Hāwea. Nun folgt er weiter der Westküste des Sees, dann südwestlich dem Cardrona River bis nach Albert Town nahe dem Touristikzentrum Wanaka.

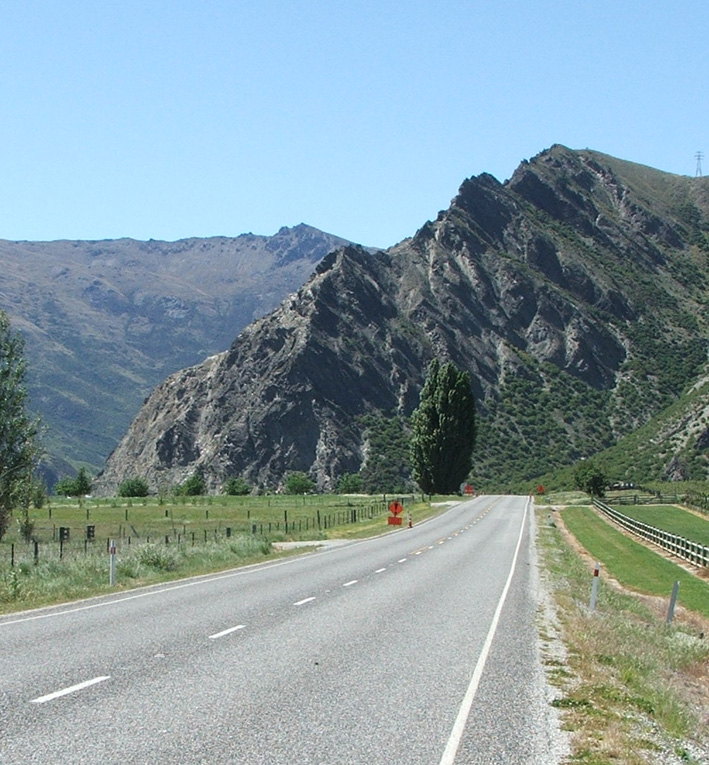
State Highway 6 bei Nevis Bluff

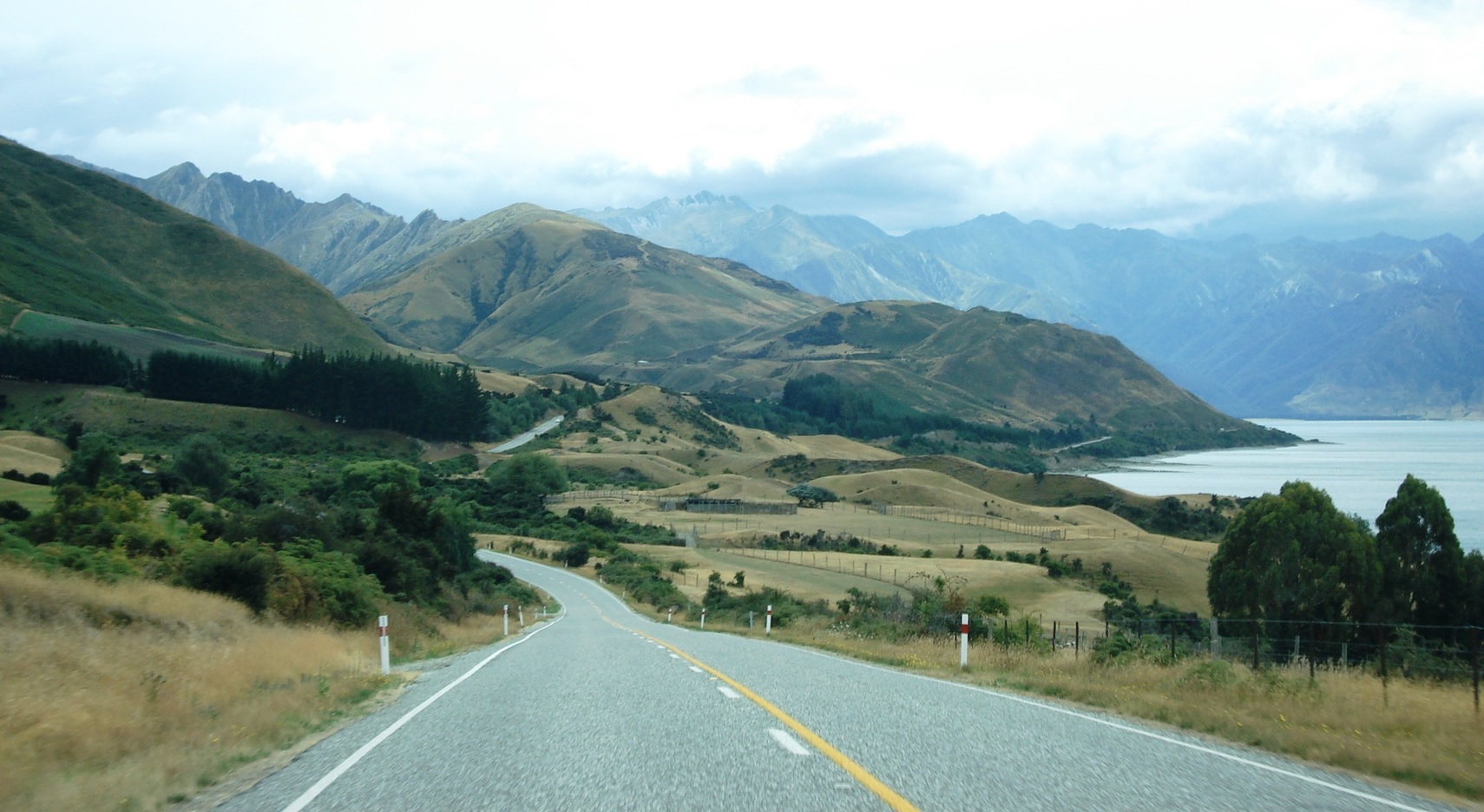
Der New Zealand State Highway 6 – rechts der Lake Hāwea

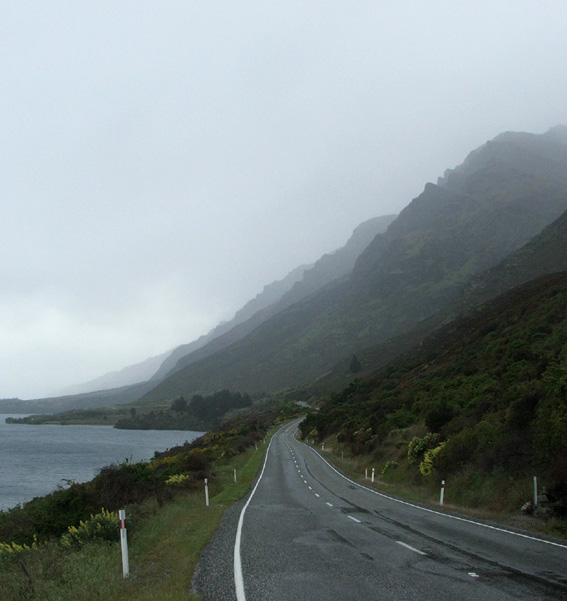
State Highway 6 streift die Hänge der »The Remarkables« und die Küste des »Lake Wakatipu« südlich von Queenstown.

Zehn Kilometer von Wanaka stellt der SH 8a einen Anschluss zum SH 8 her, der hier an der Ostküste des Lake Dunstan verläuft. Der SH 6 verläuft hingegen in südlicher Richtung an dessen Westküste. Nahe Cromwell am Südende des Sees, gibt es eine zweite Verbindungsstraße beider Highways, den SH 8B. Nach Cromwell wendet sich der SH 6 nach Westen und folgt der schmalen, gewundenen Schlucht Kawarau Gorge. Aus dieser tritt er nahe dem Weinbaugebiet von Gibbston wieder aus.
Am Westende der Kawarau Gorge, auf halbem Wege zwischen Cromwell und Queenstown, passiert der SH 6 den Nevis Bluff, einen steil aufragenden Glimmerschieferfelsen, der 100 m über den Kawarau River aufragt. Der Highway wurde an diesem Punkt bereits des Öfteren wegen der Instabilität des Geländes und Felsabgänge gesperrt. Die erste Straße um den Nevis Bluff wurde 1866 gebaut und erlaubte den Zugang zu den Goldfeldern von Wakatipu. Am 20. Februar 1940 kam es zu größeren Felsstürzen, auch im Juni 1975 wurde der SH 6 blockiert. Am 17. September 2000 begrub ein großer Felsabgang den Highway und mehrere Autofahrer entgingen nur knapp dem Tod. Der Felssturz war auf Video aufgenommen worden und erreichte ein Volumen 10.000 m³. Die entstandene Staubwolke war noch fünf Kilometer weiter zu sehen. Transit New Zealand führte 2006 und 2007 Bohr- und Sprengarbeiten durch, um den Fels zu stabilisieren.
Vom Nevis Bluff verläuft der SH 6 westwärts und erreicht Frankton nahe dem Lake Wakatipu. Der Highway wendet sich nun nach Südosten und folgt der Südostküste des Sees vorbei am Fuß der Remarkables und der Hector Mountains. Dieser Streckenabschnitt ist besonders kurvenreich und mit Anstiegen und Abfahrten versehen und heißt deshalb „The Devil's Staircase“ („Teufelstreppe“). Der SH 6 hat kurz nach Frankton eine Nebenstrecke, den State Highway 6A. Dieser 6,9 km lange Highway verbindet Frankton mit dem Touristikzentrum Queenstown.

### Southland
Der SH 6 verlässt bei Kingston die Küste des Sees und verläuft südwärts nach Garston. Dort folgt er kurz dem Oberlauf des Mataura River und durchquert dann das Hügelland bis zum Oberlauf des Ōreti River bei Lowther. Der Highway folgt dem Ōreti River in südlicher Richtung durch die Southland Plains, vorbei an den Städten Lumsden und Winton und endet schließlich an der Anschlussstelle am SH 1 im Stadtzentrum von Invercargill.

## Wichtige Anschlussstellen
| Distrikt                  | Ort                                         | km                                                                                       | Verbindung nach                                                                         | Anmerkungen                                         |
| ------------------------- | ------------------------------------------- | ---------------------------------------------------------------------------------------- | --------------------------------------------------------------------------------------- | --------------------------------------------------- |
| Marlborough District      | Blenheim                                    | 0                                                                                        | SH 1/Classic New Zealand Wine Trail nördlich (Grove Road) Picton, Fähre nach Wellington | SH 6 beginnt                                        |
| Marlborough District      | Blenheim                                    | 0                                                                                        | SH 1/Classic New Zealand Wine Trail südlich (Sinclair Street) Kaikoura, Christchurch    | SH 6 beginnt                                        |
| Marlborough District      | Renwick                                     | 10                                                                                       | SH 63 St Arnaud, Westport                                                               | alternative Strecke nach Westport, umgeht Nelson    |
| Marlborough District      | Renwick                                     |                                                                                          | SH 62 (Rapaura Road) Picton                                                             | alternative Strecke nach Picton, umgeht Blenheim    |
| Marlborough District      |                                             | Wairau River                                                                             |                                                                                         |                                                     |
| Nelson City               | Distrikt besitzt keine wichtigen Anschlüsse | Distrikt besitzt keine wichtigen Anschlüsse                                              | Distrikt besitzt keine wichtigen Anschlüsse                                             | Distrikt besitzt keine wichtigen Anschlüsse         |
| Tasman District           | Richmond                                    |                                                                                          | SH 60 (Appleby Highway) Motueka, Collingwood                                            |                                                     |
| Tasman District           | Kawatiri                                    | 209                                                                                      | SH 63 St. Arnaud, Picton                                                                | alternative Strecke nach Blenheim, umgeht Nelson    |
| Tasman District           | Longford                                    | 238                                                                                      | Longford Bridge Buller River                                                            | Longford Bridge Buller River                        |
| Tasman District           | Ariki                                       | 255                                                                                      | SH 65 Springs Junction, Christchurch (über den Lewis Pass)                              |                                                     |
| Tasman District           | Ariki                                       | 255                                                                                      | O'Sullivan's Bridge Buller River                                                        |                                                     |
| Buller District           | Lyell                                       | 282                                                                                      | Iron Bridge Buller River                                                                | Iron Bridge Buller River                            |
| Buller District           | Inangahua Junction                          | 297                                                                                      | SH 69 Reefton, Greymouth, Christchurch (über den Lewis Pass)                            | alternative Strecke nach Greymouth, umgeht Westport |
| Buller District           | Westport                                    |                                                                                          | SH 67 Westport, Karamea                                                                 |                                                     |
| Grey District             | Greymouth                                   | 430                                                                                      | SH 7 (Omoto Road) Reefton, Nelson, Christchurch (über den Lewis Pass)                   | alternative Strecke nach Nelson, umgeht Westport    |
| Westland District         | Kumara Junction                             | 448                                                                                      | SH 73 (Otira Highway) Arthur’s Pass, Christchurch                                       |                                                     |
| Westland District         | für 367 km keine wichtigen Anschlüsse       |                                                                                          |                                                                                         |                                                     |
| Westland District         |                                             | 815                                                                                      | Haast Pass/Tioripatea 564 m                                                             |                                                     |
| Queenstown-Lakes District |                                             | 815                                                                                      | Haast Pass/Tioripatea 564 m                                                             |                                                     |
| Albert Town               | 891                                         | Clutha River/Mata-Au                                                                     | Clutha River/Mata-Au                                                                    |                                                     |
| Mt. Iron                  | 893                                         | SH 84 (Wanaka Luggate Highway) Wanaka                                                    |                                                                                         |                                                     |
| Central Otago District    | Luggate                                     | 901                                                                                      | SH 8A (Shortcut Road) Aoraki/Mount Cook, Christchurch                                   | über den Lindis Pass                                |
| Central Otago District    | Cromwell                                    | 942                                                                                      | SH 8B Cromwell, Aroaki/Mount Cook, Dunedin                                              |                                                     |
| Queenstown-Lakes District | Frankton                                    | 996                                                                                      | SH 6A (Frankton Road) Queenstown                                                        |                                                     |
| Southland District        | Athol                                       | 1061                                                                                     | Mataura River                                                                           |                                                     |
| Southland District        | Five Rivers                                 | 1082                                                                                     | SH 97 (Mossburn Five Rivers Road) Te Anau, Milford Sound/Piopiotahi                     | alternative Strecke nach Te Anau, umgeht Lumsden    |
| Southland District        | Lumsden                                     | 1093                                                                                     | SH 94 westlich (Mossburn Lumsden Highway) Te Anau, Milford Sound/Piopiotahi             | gemeinsamer Verlauf SH 6/SH 94 beginnt              |
| Southland District        | Lumsden                                     | 1095                                                                                     | SH 94 östlich (Flora Road) Gore                                                         | gemeinsamer Verlauf SH 6/SH 94 endet                |
| Southland District        | Winton                                      |                                                                                          | SH 96 westlich (Winton Wreys Bush Highway) Nightcaps, Ohai                              | gemeinsamer Verlauf SH 6/SH 96 beginnt              |
| Southland District        | Winton                                      |                                                                                          | SH 96 östlich (Winton Hedgehope Highway) Mataura                                        | gemeinsamer Verlauf SH 6/SH 96 endet                |
| Invercargill City         | Lorneville                                  |                                                                                          | SH 98 (Lorne Dacre Road) Dacre, Gore                                                    | alternative Strecke nach Gore, umgeht Invercargill  |
| Invercargill City         | Lorneville                                  | SH 99/Southern Scenic Route (Wallacetown Lorneville Highway) Riverton/Aparima, Tuatapere | gemeinsamer Verlauf SH 6/Southern Scenic Route beginnt                                  |                                                     |
| Invercargill City         | Invercargill                                |                                                                                          | SH 1 nördlich/Southern Scenic Route östlich (Tay Street) Gore, Dunedin                  | SH 6 endet                                          |
| Invercargill City         | Invercargill                                | SH 1 südlich (Clyde Street) Bluff                                                        |                                                                                         | SH 6 endet                                          |